# Massé

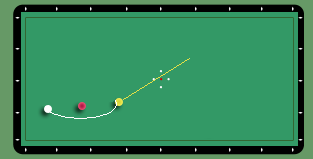
Massé.

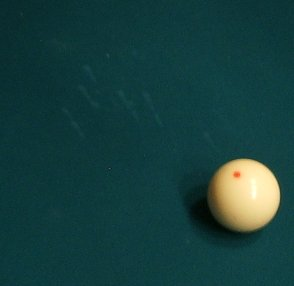
Quedaron marcas.

El término massé (masa, en francés) es usado en el billar para denominar un tiro complejo en el que la bola blanca es golpeada desde arriba, a diferencia de lo común que es de frente, para conseguir una vistosa y muy útil curva. Generalmente un massé es usado para esquivar una bola que se interpone a la bola que se desea golpear. Es muy importante cuando se ejecuta un massé realizarlo de la mejor manera, de lo contrario es fácil cometer una falta (foul) o dañar el paño de la mesa. El massé se explica porque la energía cinética de la rotación que la bola lleva en un principio se convierte en energía cinética de traslación en la medida que la rotación es frenada por la mesa. 
El efecto se puede entender mejor si imaginamos una bola de billar que no se desplaza, pero girando a gran velocidad (con un eje horizontal). Aunque al principio no se mueva, en cuanto la fricción con la mesa frene el giro, la bola comenzará a moverse.
- Datos: Q6005544